# Rhynchocyon chrysopygus
Rhynchocyon chrysopygus е вид бозайник от семейство Слонски земеровки (Macroscelididae). Видът е застрашен от изчезване.

## Разпространение
Разпространен е в Кения.